# Jules Vallès
Jules Vallès (Le Puy-en-Velay, 1832. június 11. – Párizs 5. kerülete, 1885. február 14.) francia író, újságíró.

## Életpályája
Eredeti neve Jules Vallez. 1871 februárjában ő alapította a "Le Cri du peuple" című lapot. Részt vett a Párizsi Kommünben, ezért emigrálni kényszerült. Angliában élt.
1879-ben jelent meg  L'Enfant (A gyermek),  című regénye, a Jacques Vingtras című önéletrajzi regénytrilógiájának (magyar címe Szemben a világgal) első része. A második rész: Le Bachelier (Belépek az életbe) 1881-ben, a harmadik: L'Insurgé (A lázadó) 1886-ban jelent meg A társadalomkritikus műben fellépett az olyan gyermeknevelés ellen, amely nem tartja tiszteletben a gyermek jogait.

## Magyarul
- A lázadó. Regény; ford. Lányi Viktor, előszó Marcel Cachin, jegy. Köpeczi Béla; Szépirodalmi, Bp., 1951
- Szemben a világgal. Regénytrilógia; ford. Dániel Anna, Lányi Viktor, bev. Dániel Anna, jegyz. Lontay László; Európa, Bp., 1959 
  - 1. A gyermek
  - 2. Belépek az életbe
  - 3. A lázadó
- Vándorkomédiások. Elbeszélés; ford., utószó Gyurkó László; Európa, Bp., 1959